# Один доллар Эйзенхауэра
В Википедии есть другие статьи об 1 долларе США

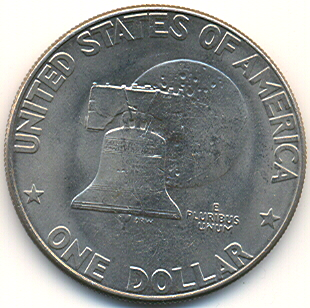
Реверс монеты 1976 года

Доллар Эйзенхауэра выпускался с 1971 по 1978 годы. Не следует путать с серебряным долларом, выпущенным небольшим тиражом в 1990 году в честь 100-летия со дня рождения Эйзенхауэра и 1-долларовой монетой с изображением Эйзенхауэра на реверсе, выпущенной в 2015 году в рамках программы однодолларовых президентских монет. Назван в честь 34-го президента США Дуайта Дэвида Эйзенхауэра, изображённого на аверсе монеты. Гравёром как аверса, так и реверса монеты является Франк Гаспарро.
Доллар Эйзенхауэра является последней монетой номиналом в 1 доллар, которая содержит пропорциональное количество металла к монетам меньшего достоинства. Так, содержание медно-никелевого сплава в ней равно двум 50-центовым монетам, четырём 25-центовым и десяти 10-центовым. В связи с этим монета получилась чрезмерно большой и неудобной в обращении, поэтому не пользовалась популярностью у населения.

## История
Монета была выпущена для увековечивания памяти Дуайта Эйзенхауэра, умершего в 1969 году, и высадки первого человека на Луну в том же году. В 1975–1976 годах чеканились монеты, на реверсе которых был изображён колокол Свободы на фоне Луны. Данная монета была приурочена к 200-летию оглашения Декларации независимости. Она хоть и выпускалась в 1975–1976 годах, но была датирована 1976 годом. Изображение реверса разработано Деннисом Уильямсом.

## Состав
В обращении находилась монета из медно-никелевого сплава, для коллекционеров в Сан-Франциско была специально выпущена монета из серебряно-медного сплава.
Медно-никелевые монеты весили 22,68 г. Внешние слои содержали 75 % меди и 25 % никеля, внутренний — 100 % меди.
Серебряно-медные монеты чеканились на монетном дворе Сан-Франциско, весили 24,59 г. Наружные слои содержали 80 % серебра, внутренний — 20,9 % серебра. В целом содержание серебра в монете составляет 9,841 г (0,3162 тройской унции) или 40 % от веса монеты.

## Чеканка
Обозначение города, где была отчеканена монета, находится на аверсе между 3 и 4 цифрами года под шеей Эйзенхауэра.
Включают:
- D — отчеканено на монетном дворе Денвера, штат Колорадо
- нет обозначения — отчеканено на монетном дворе Филадельфии, штат Пенсильвания
- S — отчеканено на монетном дворе Сан-Франциско, штат Калифорния. Монеты с обозначением «S» состоят из серебряно-медного сплава.

С 1971 года на аверсе (на шее Эйзенхауэра) и реверсе (между перьями хвоста) монеты находились небольшие буквы FG, обозначавшие имя гравёра Франка Гаспарро.

## Тираж
- 1971 P — 47 799 000
- 1971 D — 68 587 424
- 1972 P — 75 890 000
- 1972 D — 92 548 511
- 1973 P — 1 769 258
- 1973 D — 1 769 258
- 1974 P — 27 366 000
- 1974 D — 45 517 000

Монет с датировкой 1975 года не выпускалось, так как они обозначались 1976 годом и чеканились в честь 200-летия провозглашения Декларации независимости США.
- 1976 P — 117 337 000 (в честь 200-летия принятия Декларации независимости с изображением колокола Свободы на фоне Луны на реверсе)
- 1976 D — 103 228 274 (в честь 200-летия принятия Декларации независимости с изображением колокола Свободы на фоне Луны на реверсе)
- 1977 P — 12 596 000
- 1977 D — 32 983 006
- 1978 P — 25 702 000
- 1978 D — 33 012 890[2]